# André Kouprianoff
André Kouprianoff (ur. 19 października 1938 w Paryżu) – francuski łyżwiarz szybki, wicemistrz świata i dwukrotny medalista mistrzostw Europy.

## Kariera
Pierwszy sukces w karierze André Kouprianoff osiągnął w 1960 roku, kiedy zdobył srebrny medal podczas mistrzostw świata w wieloboju w Davos. W zawodach tych rozdzielił na podium Borisa Stienina z ZSRR i Helmuta Kuhnerta z NRD. Był to pierwszy w historii medal zdobyty przez zawodnika z Francji w łyżwiarstwie szybkim. W poszczególnych biegach, tylko raz znalazł się w pierwszej trójce, zajmując trzecie miejsce na 1500 m. W pozostałych biegach był siódmy na 500 m, czwarty na 5000 m oraz dziesiąty na 10 000 m. Na rozgrywanych rok później mistrzostwach świata w Göteborgu był czwarty, przegrywając walkę o medal z Rudiem Liebrechtsem z Holandii. W swoim najlepszym biegu na tej imprezie, na dystansie 5000 m, zajął trzecie miejsce. W tym samym roku zdobył brązowy medal podczas mistrzostw Europy w Helsinkach. Wyprzedzili go Wiktor Kosiczkin z ZSRR oraz Holender Henk van der Grift. Kouprianoff wygrał tam bieg na 1500 m, był czwarty na 10 000 m, szósty na 500 m oraz ósmy na 5000 m. Ostatni sukces osiągnął na rozgrywanych w 1962 roku mistrzostwach Europy w Oslo, gdzie zdobył srebro. Pokonał go tylko radziecki panczenista, Robiert Mierkułow, a trzecie miejsce zajął Boris Stienin. Francuz zajmował trzecie miejsce w biegach na 500 i 5000 m, czwarte na 1500 m oraz piąte na 10 000 m.
W 1960 roku wziął udział w igrzyskach olimpijskich w Squaw Valley, gdzie jego najlepszym wynikiem było ósme miejsce w biegu na 1500 m. Na tych samych igrzyskach był też dziewiąty na 5000 m, jedenasty na dwukrotnie dłuższym dystansie oraz piętnasty na 500 m. Na rozgrywanych cztery lata później igrzyskach w Innsbrucku we wszystkich swoich startach plasował się w trzeciej dziesiątce. Najlepiej wypadł w biegu na 1500 m, który ukończył na 22. pozycji.